# Thierry Hesse
Œuvres principales
- Le Cimetière américain
- Démon

Thierry Hesse, né le 22 août 1959 à Metz, est un écrivain français. Il vit depuis 2022 en Ardèche.

## Biographie
Thierry Hesse est, depuis 2003, l'auteur de six romans et de plusieurs articles de littérature (sur Thomas Bernhard, Heinrich Böll, Raymond Carver, Ernest Hemingway, W. G. Sebald...). 
Il est l'un des fondateurs de la revue littéraire L'Animal, qu'il a dirigée de 1996 à 2001, avant d'y publier en quatre épisodes un récit partiellement autobiographique, Mémoire de la Ville Verte.
Il a enseigné jusqu'en 2022 la philosophie au lycée de la Communication à Metz, et a été chargé, entre 2017 et 2019, d'un cours de littérature à l'École nationale supérieure d'art et de design de Nancy (ENSAD).

## Œuvres

### Romans
- 2003 : Le Cimetière américain, éd. Champ Vallon, 213p  (ISBN 2-87673-377-3) ; rééd. 2011, J'ai lu  (ISBN 2290034738)
- 2005 :  Jura, éd. Champ Vallon, 240p  (ISBN 2-87673-421-4) ; rééd. 2013, J'ai lu  (ISBN 2290034746)
- 2009 :  Démon, éd. de l'Olivier, 462p, trad. en italien, castillan, norvégien, hébreu et ukrainien  (ISBN 2879296560) ; rééd. 2010, Points  (ISBN 2757819445)
- 2012 :  L'Inconscience, éditions de l'Olivier, 326p (ISBN 282360006X) ; rééd. 2013 Points  (ISBN 2757836145)
- 2017 :  Le Roman impossible, éditions de l'Olivier, 336p  (ISBN 2823611029)
- 2021 :  Une vie cachée, éditions de l'Olivier, 192p  (ISBN 2823618414)

### Ouvrages collectifs
- 2007 :  Devenirs du roman, éditions Inculte, (avec Emmanuel Adely, Stéphane Audeguy, François Bégaudeau, Arno Bertina, Étienne Celmare et al.[3]), 356p  (ISBN 978-2-35021-078-0)
- 2009 :  Collection irraisonnée de préfaces à des livres fétiches, éditions Intervalles, (avec Martin Page, Thomas B. Reverdy et 44 auteurs contemporains[4]), 192p  (ISBN 2916355359)
- 2010 :  La lettre à la mère, revue penser / rêver n°18, éditions de l'Olivier, (avec François Gantheret, Stéphane Audoin-Rouzeau, Edmundo Gómez Mango et al.[5]), 208p  (ISBN 2879297656)
- 2011 :  Face à Sebald, éditions Inculte, (avec Caroline Hoctan, Xavier Boissel, Susan Sontag, William T. Vollmann, Emmanuel Adely, Hélène Frappat, Christian Garcin et al.[6]), 406p  (ISBN 291694060X)
- 2016 :  Un musée imaginé, exposition du Centre Pompidou-Metz, 2016-2017[7].

## Prix et distinctions
- 2003 :
  - Prix du Petit Gaillon pour Le Cimetière américain
- 2004 :
  - Prix Robert Walser pour Le Cimetière américain
- 2022 :
  - Prix Georges Sadler pour Une vie cachée[8]